# Петровський Олександр Миколайович
Олександр Миколайович Петровський (нар. 24 лютого 1961, смт Навабадський, Таджикистан) — український історик, археолог, культуролог, краєзнавець, педагог, громадський діяч. Кандидат історичних  наук (1997), доцент. Член Національної спілки краєзнавців України.

## Життєпис
Олександр Петровський народився 24 лютого 1961 року в смт Навабадський Ленінського району Таджикистану, у час коли батько-українець проходив військову службу в Таджикистані.
Навчався в Тернопільській середній школі № 10 (1978). Закінчив Сімферопольський державний університет (1983, спеціальність — історія), докторантуру Львівського регіонального інституту Національної академії державного управління при Президентові України (2007).
У 1984—1985 роках проходив службу в армії. Працював учителем історії та суспільствознавства Сімферопольської середньої школи № 26, вихователем у ПТУ № 1 та викладачем історії, майстром виробничого навчання в ПТУ № 4 (обидва — м. Тернопіль), у Тернопільському педагогічному інституті (нині ТНПУ): асистентом, старшим викладачем, доцентом катедри всесвітньої історії і методики її викладання, катедри стародавньої та середньовічної історії історичного факультету (1986 — серпень 2015), заступником декана географічного факультету (1989—1992), заступником декана історичного факультету (1992—2004), заступником голови науково-методичної ради (2000—2003), методистом з виховної роботи навчально-методичного центру професійно-технічної освіти в Тернопільській області (2015—2016).
Від 2016 — директор Тернопільського обласного комунального інституту післядипломної педагогічної освіти.

### Наукова діяльність
Засновник археологічно-краєзнавчого музею «Джерела» (1996) і науково-дослідницької лабораторії «Археологія Тернопільщини» (2000); науковий керівник археологічного клубу «АГУ СТІС». Голова історичної секції Тернопільського обласного відділу Малої АН України (2004).
Відкрив більше 40 археологічних пам'яток. Автор понад 100 наукових і науково-методичних праць, краєзнавчих досліджень, зокрема словників-довідників «Епоха каменю» (1997), «Епоха енеоліту» (1998), монографій «Тернопілля: сторінки історії» (1995), «Культурна спадщина України: Загаєцький святого Іоанна Милостивого чоловічий монастир» (2005, співавтор).
Сфера наукових досліджень — наукові та організаційно-методичні засади охорони культурної спадщини, археологічне минуле України, зокрема Тернопільщини.

## Нагороди
- відзнака Тернопільської міської ради (2013)[2].